# Сатершинов, Бахытжан Менлибекович
Бахытжан Менлибекович Сатершинов (род. 20 февраля 1969, Жанакорганский район, Кзыл-Ординская область, Казахская ССР) — доктор философских наук, профессор.

## Образование
- 1989—1994 — исторический факультет Казахского национального университета имени аль-Фараби.

## Трудовая деятельность
- 1995 г. Преподаватель дисциплин «Истории» и «Основы общественных наук» в Кызылординском политехникуме;
- 1995—2000 гг. Преподаватель, старший преподаватель кафедры философии и культурологии Кызылординского государственного университета имени Коркыт ата;
- 2000—2004 гг. Старший преподаватель, начальник научного отдела Кызылординского филиала Казахского государственного юридического университета;
- 2004—2005 гг. Старший преподаватель кафедры гуманитарных дисциплин Казахского экономического университета имени Т. Рыскулова, по совместительству ст. преподаватель кафедры общественных дисциплин Казахского национального технического университета имени К. И. Сатпаева;
- С 2005 по настоящее время старший научный сотрудник, ученый-секретарь, ведущий научный сотрудник, директор центра религиоведения, главный научный сотрудник Института философии, политологии и религиоведения Комитета науки Министерства образования и науки Республики Казахстан[1]

## Научные труды

### Индивидуальные моногорафии
- Қазақстан мәдениетінің тарихы мен теориясының кейбір мәселелері. Алматы: Сорос-Қазақстан қоры — Атамұра, 2001—160 б.;
- Тарихи сана -тәуелсіздіктің рухани тұғыры. Алматы: ҚР БҒМ ҒК ФжСИ КБО, 2011. — 291 б.;[2]
- Ислам фобиясы және стереотиптер. Алматы: ҚР БҒМ ҒК ФжСИ, 2014. — 158 б.;[3]
- Саяси ой тарихы. Алматы: Зерде қоры-Үш қиян, 2003. — 280 б. (В соавторстве с Б. Абдигалиевым и К. Жамаловым);
- Қазақтану: Тарих философиясы. Монография / Алматы: ТОО Лантар Трейд, 2021—269 б. (в соавторстве с Т. Габитовым);
- Тәуелсіз Қазақстанның тарих философиясы. Монография / Алматы: Қазақ университеті, 2021—257 б. (в соавторстве с Т. Габитовым).

### Коллективные монографии
- Евразийство в XXI веке: проблемы и перспективы. Алматы: К-ИЦ ИФП МОН РК, 2009. — 334 с.;
- Ұлттық идея және қазақ философиясы. Алматы: КИЦ ИФиП, 2010. — 240 б.;
- Қазақ руханияты: тарихи-философиялық және этномәдени негіздер. Ұжымдық монография. — Алматы: ҚР БҒМ ҒК ФСДИ, 2013. — 375 б.;
- М.Ж. Көпеев: өмірі мен шығармашылығы (Ғылыми қазына: «Ұлы дала тұлғалары») Жинақ / Құрастырушылар Нұрмұратов С.Е., Сатершинов Б. М. Шағырбаев А.Д. — Алматы: ҚР БҒМ ҒК ФСДИ, 2013. — 359 б.;
- Қазақ эстетикасының құндылықтық-мағыналық негіздері. Ұжымдық монография. Алматы: ҚР БҒМ ҒК ФСДИ, 2014. — 234 б.;
- Қазақ философиясы тарихы (ежелгі дәуірден қазіргі заманға дейін) XV—XIX ғасырлардағы қазақ философиясының тарихи сипаттамасы. — Алматы: ҚР БҒМ ҒК ФСДИ, 2014. 2-том — 304 б.;
- Islam and values of Kazakh culture / Tursun Gabitov. Kazakh Culture Challenges Saarbrücken, Germany, LAP LAMBERT Academic Publishing is a trademark of: с OmniScriptum GmbH & Co. KG. Heinrich-Böcking-Str. 6 −8.;
- Ценности и идеалы независимого Казахстана. Монография. — Алматы: ИФПР КН МОН РК, 2015. — с. Ценности и идеалы независимого Казахстана. Монография. — Алматы: Институт философии, политологии и религиоведения КН МОН РК, 2015. — 322 с.;
- Қазақстанның тарихи және рухани-мәдени дамуындағы діннің рөлі: дәстүр және қазіргі заман. Ұжымдық монография / Роль религии в историческом и духовно-культурном развитии Казахстана: традиции и современность. Коллективная монография. — Алматы: ҚР БҒМ ҒК ФСДИ, 2016. — 360 б.;
- Модели исламского образования в постсекулярном обществе: евразийские и европейские тренды. — Алматы: ИФПР КН МОН РК, 2017. — 438 с.;
- Религиозная конверсия в постсекулярном обществе (опыт феноменологической реконструкции). Алматы: ИФПР КН МОН РК, 2017. — 420 с.;
- Қазақстандағы діни бірегейліктің инклюзивтілігі мен эксклюзивтілігі мәселелері. — Алматы: ҚР БҒМ ҒК ФСДИ, 2020. — 236 б.

### Учебники, учебные пособия, словари
- Саяси және құқықтық ілімдер тарихы. Алматы: «ЛЕМ» баспасы, 2015 ж. — 412 б. (в соавторстве с Б.Сырымбетұлы);
- Философия: учебник для студентов вузов / Сост.: Т. Габитов. — Алматы: Қаржы-қаражат, 2003. — 360с.;
- Философиялық энциклопедиялық сөздік. — Алматы: ҚР БҒМ ҒК ФСДИ, 2013. — 527 б.;
- Қазақстан-2050 — Казахстан-2050: Терминологиялық анықтамалық / Бас ред. М.Б. Қасымбеков. — Астана, 2014. — 396 б.;
- Қазақстанның рухани мәдениеті. Толеранттылық: энциклопедия. — Алматы: Қазақ университеті, 2014. — 319 б.;
- Қазақша-орысша, орысша-қазақша терминологиялық сөздік / жалпы ред. басқ. М.Б. Қасымбеков, жобаның ғылыми жетекшісі А.Қ. Құсайынов. — Алматы: «КАЗақпарат» баспа корпорациясы, 2014. — 488 б.
- Б. Сырымбетұлы, Б. Сатершинов / САЯСИ ЖӘНЕ ҚҰҚЫҚТЫҚ ІЛІМДЕР ТАРИХЫ (Ежелгі заман, орта ғасырлар және жаңа заман): Оқулық / Алматы, ЖШС «Лантар Трейд», 2021—487 бет.

## Учёные степени и звания
- 2000 — кандидат философских наук.
- 2010 — доктор философских наук.
- 2010 — доцент (ассоциативный профессор).
- 2017 — профессор.

## Награды
- 2017 — нагрудной знак «За вклад в развитии науки Республики Казахстан»
- 2020 — юбилейная медаль «25 лет Ассамблеи народа Казахстана»
- 2020 — юбилейная медаль «25 лет Конституции РК».